# Исаенко, Борис Степанович
Бори́с Степа́нович Иса́енко (31 мая [13 июня] 1914 или 1914, Харбин, Хэйлунцзян — 31 мая 1965 или 1965, Москва) — советский востоковед-китаист, переводчик, педагог. Кандидат филологических наук (1958), профессор (1962)

## Биография
Родился 31 мая 1914 года в Харбине. После переезда в Москву в 1933 году работал переводчиком китайского языка в Международной ленинской школе. 30 января 1934 года был арестован ОГПУ по подозрению в том, что «проживая в Харбине, завербован Харбинским сыскным отделением и переброшен в СССР с диверсионно-террористическими и разведывательными заданиями». 23 февраля 1934 года дело в отношении него было прекращено. В 1940 году окончил Московский институт востоковедения, где затем до 1942 года преподавал. В 1943—1947 гг. работал в посольстве СССР в Китае. Затем вновь преподавал в Московском институте востоковедения. С 1954 года преподавал в МГИМО МИД СССР, где заведовал кафедрой китайского языка (с 1962 года — профессор). В 1958 году ему присвоена степень кандидат филологических наук.
Автор более 26 работ, в том числе «Военная хрестоматия по китайскому языку для 2-го года обучения» (1942), «Учебник китайского языка» (1954, в соавторстве), «Опыт китайско-русского фонетического словаря» (1957), «Китайское языкознание в СССР за последнее десятилетие» (1959).
Скоропостижно скончался 31 мая 1965 года в Москве. Похоронен на Новодевичьем кладбище (6 участок, 18-й ряд). Авторы памятника — скульптор Е. Шуваева, архитектор В. Я. Либсон.